# チヴィテッラ・サン・パオロ
チヴィテッラ・サン・パオロ（伊: Civitella San Paolo）は、イタリア共和国ラツィオ州ローマ県にある、人口約2,000人の基礎自治体（コムーネ）。

## 地理

### 位置・広がり
ローマ県北部のコムーネ。

#### 隣接コムーネ
隣接するコムーネは以下の通り。
- カペーナ
- フィアーノ・ロマーノ
- ナッツァーノ
- ポンツァーノ・ロマーノ
- リニャーノ・フラミーニオ
- サントレステ

### 気候分類・地震分類
チヴィテッラ・サン・パオロにおけるイタリアの気候分類 (it) および度日は、zona D, 1811 GGである。
また、イタリアの地震リスク階級 (it) では、zona 2B (sismicità media) に分類される。